# Allactaga severtzovi
Allactaga severtzovi es una especie de roedor de la familia Dipodidae.

## Distribución geográfica
Se encuentran en Kazajistán, Tayikistán, Turkmenistán y  Uzbekistán.
1. ↑   Tsytsulina, K. (2008). «Allactaga severtzovi». Lista Roja de especies amenazadas de la UICN 2008 (en inglés). ISSN 2307-8235. Consultado el 11 de febrero de 2009.

- Holden, M. E. and G. G. Musser. 2005. Family Dipodidae. Pp. 871-893 in Mammal Species of the World. A Taxonomic and Geographic Reference. D. E. Wilson and D. M. Reeder eds. Johns Hopkins University Press, Baltimore.

- Datos: Q306807
- Especies: Allactaga severtzovi